# Маговетри
„Маговетри“ (на руски: „Сквозняки“) е фентъзи поредица на руската писателка Татяна Леванова (Татьяна Сергеевна Леванова, р. 1977 г.), издадена в България от издателство „Милениум“.
Поредицата „Маговетри“ разказва за приключенията на момичето-„маговетър“ Маша Некрасова. В руския си оригинал „маговетър“ (сквозняк) е съкращение от „сквозь ткань миров проходящий странник“ („странник, преминаващ през тъканта на световете“). Във всяка част от поредицата действието се развива на различна планета и е с нов сюжет, несвързан с предната част.
„Маговетри“ се състои от 5 издадени части:
1. „Спиралата на световете“,
2. „Властелинът на илюзиите“,
3. „Леденият рицар“,
4. „Аквамаринова звезда“,
5. „Нощните птици“.

През 2013 г. се очаква да излезе и 6-а част „Тъкачите на магии“.